# Cochranella resplendens
Espèce
Synonymes
- Centrolenella resplendens Lynch & Duellman, 1973

Statut de conservation UICN

 LC  : Préoccupation mineure
Cochranella resplendens est une espèce d'amphibiens de la famille des Centrolenidae.

## Répartition
Cette espèce se rencontre en Amazonie jusqu'à 900 m d'altitude :
- en Colombie dans le département de Putumayo ;
- en Équateur dans les provinces de Sucumbíos, de Napo, d'Orellana et de Pastaza ;
- au Pérou dans les régions de Loreto et de San Martín.

## Description
Le mâle holotype mesure 27,3 mm.

## Publication originale
- Lynch & Duellman, 1973 : A review of the centrolenid frogs of Ecuador, with descriptions of new species. Occasional Papers of the Museum of Natural History, University of Kansas, vol. 16, p. 1-66 (texte intégral).